# Gaia-X
GAIA-X is een project om een efficiënte en concurrerende, veilige en betrouwbare data-infrastructuur voor de Europese Unie te ontwikkelen. Het is een Frans-Duits initiatief met een Europese dimensie, gesteund door 22 bedrijven. Het project werd officieel gelanceerd op 4 juni 2020.

## Achtergrond
In vele Europese landen is ongerustheid gerezen over de afhankelijkheid van Europa bij belangrijke digitale technologieën zoals cloudcomputing. Er bestaat geen Europese cloud waardoor burgers en bedrijven gedwongen zijn hun data bij – meestal Amerikaanse – bedrijven onder te brengen. GAIA-X wil daarvoor een Europees alternatief bieden. Het is geen cloud, maar een data-infrastructuur met als kernwaarden interoperabiliteit, vertrouwen, soevereiniteit, transparantie en open standaarden. Concreet moeten de clouddiensten ook opereren binnen de normen en regelgeving van de EU (onder meer de AVG/GDPR, en het behoud van data binnen EU-grenzen).

## Organisatie
GAIA-X werd opgericht volgens de Belgische wet op verenigingen zonder winstoogmerk en vestigt zijn hoofdzetel in België.

## Deelnemers
Bedrijven uit verschillende sectoren hebben hun steun voor het project uitgesproken, onder meer Amadeus, Atos, Beckhoff, Bosch, BMW, CISPE, DE-CIX, Deutsche Telekom, Docaposte, EDF, Fraunhofer, German Edge Cloud, Institut Mines-Télécom, International Data Spaces Association, Ocean Protocol, Orange, Outscale, OVHcloud, PlusServer, Safran, SAP, Scaleway en Siemens. In maart 2021 maakte de raad van bestuur een lijst openbaar met 212 deelnemende bedrijven, waaronder de Europese vestigingen van Amerikaanse en Chinese databedrijven, en het controversiële bedrijf Palantir.